# Förväxlat timjansmott
Förväxlat timjansmott,  Delplanqueia inscriptella, är en fjärilsart som först beskrevs av Philogène Auguste Joseph Duponchel, 1836.  Förväxlat timjansmott ingår i släktet Delplanqueia och familjen Solmott, Pyralidae. Arten är reproducerande i Sverige.

## Kännetecken
Vingbredd 18–26 mm. Framvingarna något varierande, brunaktiga, vid fram- och utkanten samt längs inre delen av längsribborna vitpudrade. Den yttre tvärlinjen är rak i bakkanten. Bakvingar ljusgrå. 

## Liknande arter
Kan ibland vara svår att skilja från brunt timjansmott, (Delplanqueia dilutella) men den sistnämnda har det vitaktiga tvärbandet nära vingbasen utsträckt till framkanten. 

## Levnadssätt
Fjärilen flyger såväl på dagen som om natten och kommer till ljus. 

## Flygtid
Från mitten av juni till början av augusti. 

## Förekomst
Finns på torra marker med timjan.

## Biologi
Äggen läggs under fjärilens flygtid och dessa kläcks under hösten. Övervintring sker som ung larv. Den lever på timjan i ett vävrör och är grönaktig med ljusa längsgående linjer. Förpuppning sker i vävöret. 

## Näringsväxt
Backtimjan Thymus serpyllum.

## Utbredning
Arten ingick tidigare i brunt timjansmott (Delplanqueia dilutella) men med ny kunskap har den kunnat arturskiljas vilket publicerades först 2016. Förekomsten är därför dåligt utredd men hittills är den noterad från Skåne till Uppland. I övriga Norden finns den i Danmark men saknas i Finland och Norge.